# Penny Drake
Penny Vital (San Antonio, Texas; 20 de julio de 1977), más conocida como Penny Drake, es una actriz y modelo estadounidense. Su carrera en el modelaje desde 2008 ha incluido campañas para Herra Couture, Flora Zeta y Ed Hardy. En cine, ha aparecido en películas como Sin City y The 40 Year Old Virgin. También protagonizó la película Zombie Strippers junto a Jenna Jameson y Robert Englund, y en Necrosis actuó junto a Michael Berryman y George Stults.

## Filmografía
- 2010 - Dreamkiller
- 2009 - Necrosis
- 2009 - Star Chicks
- 2008 - Zombie Strippers
- 2007 - You're So Dead
- 2006 - The Slaughter
- 2005 - Virgen a los 40
- 2005 - Sin City: Ciudad del pecado
- 2005 - Monarch of the Moon